# Mathicode
Mathicode es una  ciudad censal situada en el distrito de Kanyakumari en el estado de Tamil Nadu (India). Su población es de 6532 habitantes (2011). Se encuentra a 50 km de Thiruvananthapuram y a 79 km de Tirunelveli. 

## Demografía
Según el censo de 2011 la población de Mathicode era de 6532 habitantes, de los cuales 3177 eran hombres y 3355 eran mujeres. Mathicode tiene una tasa media de alfabetización del 90,95%, superior a la media estatal del 80,09%: la alfabetización masculina es del 92,84%, y la alfabetización femenina del 89,19%.